# Cuauhtémoc (Chihuahua)
Cuauhtémoc ist eine Stadt mit 114.000 Einwohnern im mexikanischen Bundesstaat Chihuahua. Die drittgrößte Stadt des Bundesstaats ist Verwaltungssitz des Municipio Cuauhtémoc. Die Stadt wurde nach dem letzten Aztekenherrscher Cuauhtémoc benannt. Der Ort hieß ursprünglich San Antonio de los Arenales und war nicht viel mehr als eine Bahnstation. Erst nach der Ansiedelung von Russlandmennoniten in den frühen 1920er Jahren entwickelte der Ort sich zuerst zu einem Geschäftszentrum für die mennonitischen Siedler und später zur Stadt. Heute leben in der Umgebung von Cuauhtémoc rund 50.000 deutschsprachige Mennoniten.

## Bistum Cuauhtémoc-Madera
- Bistum Cuauhtémoc-Madera

## Söhne und Töchter der Stadt
- Gabino Amparán (* 1968), Fußballtrainer
- Jesús Omar Alemán Chávez (* 1970), römisch-katholischer Geistlicher und Bischof von Cuauhtémoc-Madera
- Cornelio Wall, Schauspieler